# Saisiyat
I Saisiyat (賽夏) ("popolo vero"), chiamati anche Saisiat, sono un popolo di aborigeni taiwanesi. Nell'anno 2000, la popolazione Saisiyat ammontava a 5.311 individui, approssimativamente l'1,3% della popolazione totale indigena di Taiwan. Attualmente, circa 5.000 sono i membri della tribù Saisiyat, uno dei gruppi più piccoli di aborigeni, e tutti risiedono al confine tra la Contea di Hsinchu e la Contea di Miaoli. Il popolo è diviso in due gruppi, che parlano anche dialetti diversi della lingua saisiyat. Il ramo nord comprende i Wufong, residenti nelle aree montane attorno a Hsinchu, mentre del ramo sud fanno parte i Nanya e gli Shitan degli altopiani di Miaoli.

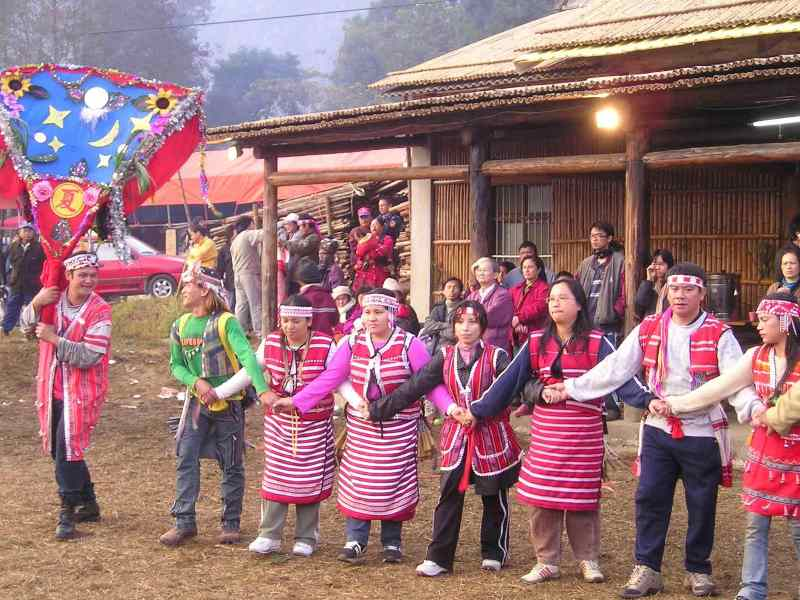
Cerimonia del Pas-ta'ai a Nanzhuang, Miaoli, Taiwan

## Nomi
Il nome Saisiyat viene talvolta sero come Saiset, Seisirat, Saisett, Saisiat, Saisiett, Saisirat, Saisyet, Saisyett, Amutoura o Bouiok.